# Pontellopsis pacifica
Pontellopsis pacifica is een eenoogkreeftjessoort uit de familie van de Pontellidae. De wetenschappelijke naam van de soort is voor het eerst geldig gepubliceerd in 1953 door Chiba.